# Beovoz
Beovoz je sistem primestne železnice v Beogradu, Srbija in je v pristojnosti podjetja Železnice Srbije. Beovoz se uporablja za povezovanje predmestnih naselij in mest iz okolice Beograda, recimo Pančevo, z osrednjim mestnim območjem. Le redko se ga uporablja za prevoz potnikov v samem centru mesta, četudi imajo proge tudi 5 postaj po tem območju, saj je pretok prebivalstva s Beovozom počasnejši, intervali čakanja pa daljši kot s primerljivim mestnim prevozom.

## Zgodovina Beovoza
Prve trije vlaki so bili vključeni v promet v okviru Beovoza leta 1992. Beovoz je tedaj imel tri krake, Batanjica na zahodu, Pančevo na severu in Resnik na jugu. Operativni center Beovoza se nahaja na postaji "Beograd center" ali "Prekop". Leta 1995 so ga še izboljšali s podzemno postajo Vukov spomenik.

## Spisek linij in postaj
Po veljavnem vrstici vožnje za #2012. leto v sistemu mestne in prigradske železnice "Beovoz" vozovi saobraćaju na sledećim linijam:
1. Pančevački Most - Pančevo Vojlovica
2. Beograd Center (Prekop) - Ripanj - Mladenovac
3. Pančevo Vojlovica - Valjevo
4. Batajnica - Inđija

### Linija: Pančevački Most #- Pančevo Vojlovica
- Pančevački most
- Krnjača
- Sebeš
- Ovča
- Pančevo Glavnega
- Pančevo Varoš
- Pančevo Streliste
- Pančevo Vojlovica

### Linija: Beograd Center (Prekop) #- Ripanj #- Mladenovac
- Beograd Center (Prekop)
- Rakovica
- Kneževac
- Kijevo
- Resnik
- Pinosava
- Ripanj Kolonija
- Ripanj

### Linija: Pančevo Vojlovica - Valjevo
- Pančevo Vojlovica
- Pančevo Glavnega
- Pančevo Varoš
- Krnjača
- Sebeš
- Ovča
- Pančevački most
- Vukov Spomenik
- Karađorđev park
- Rakovica
- Kneževac
- Kijevo
- Resnik
- Bela/Bela Reka
- Nenadovac
- Barajevo
- Barajevo Center
- Veliki Borak
- Leskovac Kolubarski
- Stepojevac
- Vreoci
- Lazarevac
- Lajkovac
- Slovac
- Mlađevo
- Divci
- Lukavac Kolubarski
- Iverak
- Valjevo

### Linija: Batajnica #- Inđija
- Batajnica
- Nova Pazova
- Stara Pazova
- Inđija

## Večje postaje Beovoza v Beogradu
- Beograd centar (Prokop), Prokopačka bb
- Vukov spomenik, Ruzveltova bb
- Novi Beograd, Proleterske solidarnosti bb
- Zemun, Cvijićeva 1
- Karađorđev park, Bulevar Franše D’Eperea bb
- Pančevački most, Đure Đakovića bb
- Tošin bunar, Tošin bunar bb
- Rakovica, Patrijarha Dimitrija bb
- Resnik, Aleksandra Vojinovića 78